# Rhinophylla
Rhinophylla är ett släkte av fladdermöss som ingår i familjen bladnäsor.

## Utseende
Arterna har i motsats till de flesta andra medlemmarna i familjen bladnäsor ingen svans. De når en kroppslängd (huvud och bål) av 43 till 58 mm, en underarmlängd av 29 till 37 mm och en vikt mellan 9 och 16 g. Pälsen har allmänt en gråbrun färg med olika variationer. Liksom andra bladnäsor har dessa fladdermöss ett spetsigt blad (hudflik) på näsan. Ett annat kännetecken som skiljer Rhinophylla från det andra släktet i underfamiljen Carollinae är de nedre molarerna som liknar de nedre premolarer i utseende.

## Ekologi
Dessa fladdermöss lever i tropiska regnskogar och de besöker ofta trädgårdar eller fruktodlingar. Som främsta födokälla antas frukter som kompletteras troligen med insekter. Allmänt föds en unge per kull. Viloplatsen kan vara grottor eller en tältliknande konstruktion av stora blad.

## Arter
Arter enligt Catalogue of Life, Wilson & Reeder (2005) samt IUCN:
- Rhinophylla alethina, lever i Colombia och Ecuador väster om Anderna.
- Rhinophylla fischerae, förekommer i Amazonområdet och i angränsande bergstrakter.
- Rhinophylla pumilio, hittas i norra Sydamerika fram till centrala Bolivia och östra Brasilien.

IUCN listar Rhinophylla alethina som nära hotad (NT) och de andra arterna som livskraftiga (LC).